# Bamerni
Bamerni (kurdiska Bamernê,بامه‌رنێ) , (arabiska بامرني) är en liten stad i provinsen Dahuk i norra Irak.